# Nones Caprotines
Les Nones Caprotines, (en latin Nonae Caprotinae) désignent une ancienne fête religieuse romaine célébrée le 7 juillet en l'honneur de la déesse Junon Caprotine. La particularité de cette fête est de n'être ouverte qu'aux femmes, aussi bien nobles qu'esclaves.

## Déroulement
Le calendrier religieux romain est encombré de fêtes pour le début du mois de juillet. Les calendriers épigraphiques donnent les Nones de Quintillis (7 juillet) comme le jour des Nones Caprotines et celui de la Poplifugia (Fuites du Peuple), faisant suite à la disparition de Romulus. Plutarque, dans son ouvrage Vies parallèles, fusionne les deux événements tout en les datant du 5 juillet tandis que Varron distingue clairement deux fêtes, toutefois sans indiquer leur date,. La position des Nones Caprotines dans le calendrier est exceptionnelle voire anormale, car cette fête est la seule qui soit fixée un jour des Nones.
Selon Plutarque, qui décrit en même temps les Poplifugia, les femmes sortent de la ville en foule, criant des prénoms pour imiter les soldats qui s'interpellaient dans la confusion. Les servantes, habillées comme des femmes libres, apostrophent les passants avec des plaisanteries salaces.  Ensuite, elles miment joyeusement un combat et lancent des pierres. Enfin, femmes libres et esclaves se rassemblent pour un banquet autour d'un figuier sauvage hors de la ville de Rome. Elles rendent un sacrifice à Junon en utilisant le lait du figuier et une de ses branches,.

## Mythe d'origine
L'origine mythologique des Nones Caprotines est en lien avec un épisode de la vie de Camille présenté comme légendaire par Plutarque, également raconté par Macrobe. À la fin du IVe siècle av. J.-C., les Romains sont menacés par la cité de Fidènes selon Macrobe, ou par les Latins selon Plutarque. Des matrones et jeunes filles vierges devaient être données en otages à leurs adversaires, vainqueurs de la bataille contre les Romains. Une esclave nommée Philotis ou Tutula a alors proposé au Sénat que des femmes esclaves soient livrées, vêtues comme des matrones et parées de bijoux, puis qu'elles séduisent et enivrent les Latins. Lorsqu'ils furent endormis, les esclaves romaines s'emparent de leurs épées, et Philotis donne le signal de l'attaque aux Romains en agitant une torche du haut d'un figuier. Les soldats romains sortent dans une certaine confusion et s'emparent du camp ennemi. En récompense, le Sénat décréta que les servantes soient affranchies, dotées et autorisées à porter l'habit de matrones. Selon Macrobe, ce jour est nommé Nonae Caprotinae, en souvenir du figuier sauvage, un caprificus, littéralement Chèvre-Figue, ce qui fait le lien avec le culte de Junon-caprotinia.

## Pérennité
La fête des Nones Caprotines est encore mentionnée dans des documents du IVe et Ve siècles, période où le christianisme s'établit : Ausone la cite dans une énumération des fêtes romaines dans son Églogue 23, Macrobe la décrit dans ses Saturnales, le calendrier de Polemius Silvius, daté de 448 environ, l'indique aussi

## Interprétations modernes
L'historien Uberto Pestalozza (it) interprète en 1933 le rituel des Nones Caprotines comme un rite favorisant la fertilité féminine avec la présence symbolique du figuier sauvage (en latin caprificus), considéré comme mâle et fécondant le figuier cultivé,( et le surnom (Caprotine) de la déesse destinatrice du sacrifice, lié à la puissance du bouc (en latin caper). Le rôle séducteur des servantes dans l'épisode de Philotis-Tutula, son nom Tutula dérivé d'une racine désignant le phallus, l'usage lors de la célébration de la sève laiteuse du figuier, sperme symbolique, sont autant de détails qui étayent l'interprétation sexuelle du rite.
Si cette interprétation comme rituel de fécondité et l'assimilation bouc et figuier est pertinente, elle n'explique pas la présence et le travestissement des servantes, ni leur rôle dans le rituel, où elles seules ont une attitude provocante et simulent un combat, ni l'action de Tutula.
En 1974, Paul Drossart, repris par Georges Dumézil en 1975, interprète la figure de Tutela jugée sur le figuier et agitant une torche dont elle dissimule la lueur du côte du camp ennemi comme un symbole de la Lune montante, à moitié éclairée, ce qui correspond à la date des Nones de juillet, début du premier quartier après le solstice d'été dans l'ancien calendrier lunaire romain. Georges Dumézil souligne l'effet du passage au solstice : la durée des jours ne va cesser de diminuer au profit des ténèbres, les aurores sont refoulées par le solstice, le seul substitut de la lumière défaillante du soleil en ces jours va être celle de la lune montante. Le récit pseudo-historique transpose un vieux mythe lunaire : les lunes (= les servantes) travesties en aurores (= vêtues en matrones) se laissent capturer par les ténèbres (= les ennemis) avant de les détruire. Georges Dumézil développe l'idée de Tutela, de ses voiles et de sa torche à l'iconographie des divinités du ciel nocturne, la Nuit, Séléné, Luna. Il rattache la scène de  Philotis-Tutula à une figuration connue du symbole lunaire hissé au sommet d'un arbre, ici le figuier, symbole résiduel de l'Arbre du Monde, présent dans de nombreuses mythologie,. 
Les Nones Caprotines marquent le sauvetage de la lumière du jour, défaillante, compensée par la lumière lunaire, conclut Georges Dumézil.